# Pulau Kaledupa
Pulau Kaledupa är en ö i Indonesien.   Den ligger i provinsen Sulawesi Tenggara, i den centrala delen av landet, 1 900 km öster om huvudstaden Jakarta. Arean är 65 kvadratkilometer.
Terrängen på Pulau Kaledupa är platt. Öns högsta punkt är 187 meter över havet. Den sträcker sig 14,6 kilometer i nord-sydlig riktning, och 15,3 kilometer i öst-västlig riktning.